# (38362) 1999 RW155
1999 RW155 (asteroide 38362) é um asteroide da cintura principal. Possui uma excentricidade de 0.08105630 e uma inclinação de 11.82734º.
Este asteroide foi descoberto no dia 9 de setembro de 1999 por LINEAR em Socorro.